# Passage Brunoy
Le passage Brunoy est une voie située dans le quartier des Quinze-Vingts du 12e arrondissement de Paris, en France.

## Situation et accès
À l'origine, avant la démolition de l'îlot Chalon, le passage, d'une longueur développée de 165 m et de 4 m de large, commençait au 26 rue de Chalon et finissait au  11-15 passage Raguinot, dans le quartier des Quinze-Vingts.
En 2025, le site Google maps indique que la voie débute au 18-26 rue Paul-Henri-Grauwin et se termine en impasse, au milieu des immeubles.

## Origine du nom
La voie porte le nom du propriétaire du terrain.

## Historique
Situé dans l'îlot Chalon, cette voie privée s'est appelée « passage Hébert » avant de prendre en 1874, ou en 1900 le nom de son propriétaire.

Plan du 12e arrondissement (1883) où figure le passage Brunoy.

Une partie du passage a disparu lors des opérations d'aménagement de la ZAC Chalon entre 1987 et 2006,.
Le plan sur papier Paris pratique par arrondissement (édition 2020 : date indiquée en couverture) mentionne toujours le passage Brunoy dans son Index et sur la carte 12e Ouest ce passage semble se réduire à une impasse donnant sur la rue Paul-Henri-Grauwin.
La  Liste des dénominations anciennes (publiée en ligne par la Ville de Paris et datée de 2021) indique pour le passage Brunoy : « Supprimé lors de l’aménagement de la Zac Chalon. La partie qui débouchait sur le passage Raguinot a été englobée dans la rue Paul-Henri Grauwin. »

## Bâtiments remarquables et lieux de mémoire
- Mosquée du passage Brunoy[9]